# The Revolt of Mamie Stover
The Revolt of Mamie Stover is een Amerikaanse dramafilm uit 1956 onder regie van Raoul Walsh. De film werd destijds in Nederland uitgebracht onder de titel Vrouwenbungalow.

## Verhaal
Bij het uitbreken van de Tweede Wereldoorlog wordt prostituee Mamie Stover door de autoriteiten weggejaagd uit San Francisco. Op de boot naar Honolulu wordt ze verliefd op de schrijver Jim Blair. Bij de aankomst te Hawaï blijkt evenwel dat hij verloofd is. Blair leent Stover geld, zodat ze een nieuw bestaan kan opbouwen. Ze kan zich echter niet losmaken van haar wufte levenswandel.

## Rolverdeling
| Acteur          | Personage            |
| --------------- | -------------------- |
| Jane Russell    | Mamie Stover         |
| Richard Egan    | Jim Blair            |
| Joan Leslie     | Annalee Johnson      |
| Agnes Moorehead | Bertha Parchman      |
| Jorja Curtright | Jackie               |
| Michael Pate    | Harry Adkins         |
| Richard Coogan  | Kapitein Eldon Sumac |
| Alan Reed       | Kapitein Gorecki     |
| Eddie Firestone | Tarzan               |
| Jean Willes     | Gladys               |
| Leon Lontoc     | Aki                  |
| Kathy Marlowe   | Zelda                |
| Margia Dean     | Peaches              |
| Jack Mather     | Barman               |
| John Halloran   | Henry                |